# Lasionycta levicula
Lasionycta levicula là một loài bướm đêm thuộc họ Noctuidae. Nó được tìm thấy ở Trung Quốc.